# Philodicus raoi
Philodicus raoi là một loài ruồi trong họ Asilidae. Philodicus raoi được Joseph & Parui miêu tả năm 1997. Loài này phân bố ở miền Ấn Độ - Mã Lai.